# Palestijnse Burgeroorlog
De Palestijnse Burgeroorlog begon nadat de regeringspartij Hamas, de presidentiële garde van president Mahmoud Abbas en Fatah ervan beschuldigde een aanslag te hebben gepleegd op de premier. Of - afhankelijk van de zienswijze - met die aanslag. Premier Ismail Haniya belandde op 15 december 2006 in een vuurgevecht tussen aanhangers van beide partijen. Hij kwam er ongedeerd uit, maar een van zijn lijfwachten werd gedood en zijn zoon raakte gewond. Dit leidde tot enkele episoden van geweld, waarbij sinds januari 2006 ruim 200 Palestijnen zijn omgekomen.

## Achtergronden

### Parlementsverkiezingen
De parlementsverkiezingen van 2006 werden gewonnen door Hamas. Omdat zij Hamas beschouwden als een terreurorganisatie, besloten Israël, de Verenigde Staten, de Europese Unie, verschillende westerse landen en Arabische landen om de financiële hulp aan de Hamas-regering stop te zetten, hulp waarvan de Palestijnen erg afhankelijk zijn. De geldkraan zou pas weer opengaan, als Hamas Israël zou erkennen, de akkoorden uit het verleden met Israël zou accepteren en het geweld tegen dat land zou afzweren. Ondanks de harde maatregelen konden Hamas-politici aan geld komen om de Palestijnen te hulp te schieten. De Fatah-partij bleef de macht houden over de veiligheidsdiensten. De presidentiële garde werd gefinancierd door de Verenigde Staten.

### Spanningen tussen maart en december 2006
De periode tussen maart en december 2006 werd gekenmerkt door verschillende spanningen en moordaanslagen op leiders van Hamas en Fatah. De spanningen tussen beide groeperingen groeiden na de mislukte onderhandelingen over het vormen van een regering van nationale eenheid. Op 15 december 2006 riep president Mahmoud Abbas nieuwe verkiezingen uit, wat door Hamas als "illegaal" werd beschouwd. Zij wilden graag hun termijn van vier jaar uitzitten. De uitspraak van Abbas werd dan ook door Hamas omschreven als een coup, en "het gebruik van ondemocratische middelen om de democratisch gekozen regering omver te werpen".

## Conflict

### Eerste geweldsuitbarsting
op 15 december 2006 braken er verschillende gevechten uit op de Westelijke Jordaanoever, nadat leden van de Palestijnse veiligheidsdienst op een Hamas-bijeenkomst schoot in Ramallah. Nadat Hamas Fatah ervan beschuldigd had een aanslag op premier Ismail Haniya te hebben gepleegd, braken er opnieuw gevechten uit, waardoor minstens 20 mensen gewond raakten.
Rond de jaarwisseling werden de gevechten steeds heviger, en ontstonden er ook gevechten in de Gazastrook. Verschillende bestanden werden er afgekondigd, maar die werden al gauw geschonden door gevechten. In februari 2007 kwamen de leiders van de rivaliserende partijen bijeen in Mekka, waar - onder bemiddeling van de Saoedische koning - een akkoord werd gesloten. Er werd afgesproken dat ze samen een regering zullen vormen. Ook zouden de tot dusver tot stand gekomen overeenkomsten met de staat Israël worden gerespecteerd. In deze periode kwamen echter nog kleine gevechtjes voor tussen beide partijen. De eerste drie maanden van 2007 kwamen meer dan 90 mensen om het leven.

### Tweede geweldsuitbarsting
In mei 2007 braken er opnieuw gevechten uit in de straten van de stad Gaza. In minder dan 20 dagen kwamen meer dan vijftig mensen om het leven. Leiders van beide partijen probeerden het geweld te stoppen met verschillende bestanden, maar geen enkel bestand hield lang stand. Bij deze gevechten bleek dat Hamas aan de winnende hand was, wat te verklaren is aan de betere training van Hamas-militanten, en omdat een merendeel van de slachtoffers aanhangers zijn van Fatah.

### Derde geweldsuitbarsting
In begin juni 2007 braken er voor de derde keer gevechten uit tussen aanhangers van beide partijen in de straten van Gaza, in de periode dat Israël luchtaanvallen uitvoerde op de Gazastrook. Na een halfjaar gevechten in de Palestijnse gebieden kwamen meer dan 150 mensen om het leven, waardoor het conflict kenmerken van een burgeroorlog vertoonde, vooral in de Gazastrook.
De gevechten begonnen op 10 juni en op 12 juni omsingelden militanten van Hamas het hoofdkwartier van Fatah in Gaza, waar 500 militanten van Fatah verbleven. Er braken zware gevechten uit, en na enkele uren konden de Hamas-militanten het complex volledig veroveren. Andere gebouwen van Fatah werden in de dagen erna ook veroverd door Hamas-militanten. Op 14 juni veroverde Hamas de laatste posten van Fatah. Na enkele dagen van gevechten waren al 49 mensen omgekomen, en meer dan 230 mensen gewond geraakt. Een dieptepunt van de gevechten waren de gevechten in twee ziekenhuizen.
Op 14 juni kondigde president Abbas de noodtoestand af voor de Gazastrook en de Westelijke Jordaanoever. Abbas besloot ook de regering van nationale eenheid te ontbinden, en Hamas-premier Haniya werd van zijn functie ontheven. De president wil nu een noodkabinet vormen. Ook liet hij weten dat er vervroegde verkiezingen komen, "zo snel als de situatie het toelaat." Hamas noemde de decreten van Abbas "praktisch waardeloos". Het besluit bewijst dat de president en zijn Fatah-beweging de problemen niet willen oplossen, aldus een woordvoerder in een eerste reactie.